# Svampklotbaggar
Svampklotbaggar (Alexiidae) är en familj av skalbaggar som beskrevs av Ludwig Imhoff 1856. Svampklotbaggar ingår i ordningen skalbaggar, klassen egentliga insekter, fylumet leddjur och riket djur.
Familjen innehåller bara släktet Sphaerosoma.

## Bildgalleri

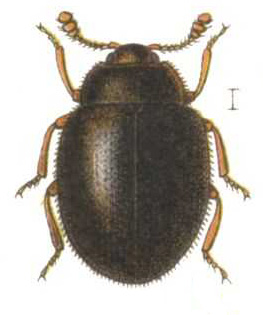